# Сан-Луис (Рорайма)
Сан-Луис (порт. São Luís) — муниципалитет в Бразилии, входит в штат Рорайма. Составная часть мезорегиона Юг штата Рорайма. Входит в экономико-статистический микрорегион Судести-ди-Рорайма. Население составляет 6 750 человек на 2010 год. Занимает площадь 1 526,888 км². Плотность населения — 4,42 чел./км².

## Границы
Муниципалитет граничит:
- на севере —  муниципалитет Каракараи
- на востоке —  муниципалитет Сан-Жуан-да-Бализа
- на западе —  муниципалитет Рорайнополис

## Демография
Согласно сведениям, собранным в ходе переписи 2010 г. Национальным институтом географии и статистики (IBGE), население муниципалитета составляет:
| Полное население                               | Полное население                               | Полное население                               | Полное население                               | 6 750 |
| ---------------------------------------------- | ---------------------------------------------- | ---------------------------------------------- | ---------------------------------------------- | ----- |
| в том числе:                                   | Городское население                            | 4 455                                          | Процент городского населения, %                | 66,00 |
|                                                | Сельское население                             | 2 295                                          | Процент сельского населения, %                 | 34,00 |
|                                                | Мужское население                              | 3 568                                          | Процент мужского населения, %                  | 52,86 |
|                                                | Женское население                              | 3 182                                          | Процент женского населения, %                  | 47,14 |
| Плотность населения, чел/км²                   | Плотность населения, чел/км²                   | Плотность населения, чел/км²                   | Плотность населения, чел/км²                   | 4,42  |
| Население муниципалитета в % к населению штата | Население муниципалитета в % к населению штата | Население муниципалитета в % к населению штата | Население муниципалитета в % к населению штата | 1,50  |

По данным оценки 2015 года население муниципалитета составляет 7 407 жителей.

## Важнейшие населенные пункты
| № | Населённый пункт | Населённый пункт (порт.) | Категория | Население чел. (2010) (место среди н.п. штата) | На карте                       |
| - | ---------------- | ------------------------ | --------- | ---------------------------------------------- | ------------------------------ |
| 1 | Сан-Луис         | São Luiz                 | город     | 4 455 (8)                                      | 1°00′52″ с. ш. 60°02′17″ з. д. |
| 2 | Модерна          | Moderna                  | поселок   | 571 (36)                                       | 1°04′47″ с. ш. 60°11′32″ з. д. |

## Статистика
- Валовой внутренний продукт на 2003 составляет 21.353.047,00 реалов (данные: Бразильский институт географии и статистики).
- Валовой внутренний продукт на душу населения на 2003 составляет 3.521,28 реалов (данные: Бразильский институт географии и статистики).
- Индекс развития человеческого потенциала на 2000 составляет 0,704 (данные: Программа развития ООН).